# San Giuliano del Sannio
San Giuliano del Sannio község (comune) Olaszország Molise régiójában, Campobasso megyében.

## Fekvése
A megye déli részén fekszik. Határai: Cercepiccola, Guardiaregia, Mirabello Sannitico, Sepino és Vinchiaturo.

## Története
A település alapítására vonatkozóan nincsenek pontos adatok. Valószínűleg a kora középkorban alapították, mert a longobárd időkben már létezett. A hagyomány szerint egy római település helyén épült fel. A következő századokban nemesi birtok volt. A 19. században nyerte el önállóságát, amikor a Nápolyi Királyságban felszámolták a feudalizmust.

## Népessége
A népesség számának alakulása:

## Főbb látnivalói
- San Nicola-templom
- San Rocco-templom